# Jocelyn Elise Crowley
Jocelyn Elise Crowley (* 5. Mai 1970 in Fort Huachuca, Arizona) ist eine US-amerikanische Politikwissenschaftlerin und Hochschullehrerin.

## Leben & Wirken

### Berufliche Laufbahn
Jocelyn Elise Crowley wurde am 5. Mai 1970 im Militärkrankenhaus von Fort Huachuca, einer Militärbasis der United States Army, im Südosten des US-Bundesstaates Arizona geboren. Zusammen mit ihrer knapp zwei Jahre älteren Schwester Monica, einer späteren politischen Berichterstatterin und Lobbyistin, wuchs sie in New Jersey, wohin sie mit ihrer Familie gezogen war, auf. Nach einer erfolgreichen Schulzeit begann sie ein Government-Studium an der Cornell University, das sie im Mai 1992 mit einem Bachelor of Arts summa cum laude abschloss. Zudem wurde sie mehrfach geehrt (Distinguished Honors im Major-Studium) und hatte einen Grade Point Average (GPA) von 4.0. Ihr Masterstudium führte sie an die Georgetown University nach Washington, D.C., wo sie im Mai 1994 ihr Studium in Public Policy mit dem Spezialgebiet American Social Policy (dt. amerikanische Sozialpolitik) abschloss. Ihre Dissertation trug den Titel The New Social Policy: Transforming Child Support Enforcement in the United States; im Komitee saßen Stephen Ansolabehere (MIT), Theda Skocpol (Harvard) und Charles Stewart III (MIT). Ihr Doktorat erlangte Crowley im September 1999 am Massachusetts Institute of Technology in Politikwissenschaft mit den Spezialgebieten American Politics (dt. amerikanische Politik) und Political Economy (dt. Politische Ökonomie).
Nach erfolgreichem Studium begann sie im Jahre 2001 ihre Tätigkeit an der Graduate Faculty des Department of Political Science der Rutgers University und war parallel dazu ab demselben Jahr an der Affiliated Faculty des Department of Women’s and Gender Studies der besagten Universität tätig. In weiterer Folge war sie von 2005 bis 2010 außerordentliche Professorin an der zur Rutgers gehörenden Edward J. Bloustein School of Planning and Public Policy, wo sie dem Public-Policy-Programm angehörte. Im Jahre 2010 übernahm sie daraufhin die ordentliche Professur an besagter Edward J. Bloustein School of Planning and Public Policy, an der sie bereits in den Jahren 1999 bis 2005 als Assistentin gewirkt hatte. Nachdem sie bereits während ihrer Studien in den 1990er Jahren als wissenschaftliche Mitarbeiterin an diversen Universitäten mitgewirkt hatte, war sie auch nach ihrem Studienabschluss des Öfteren als Gastdozentin bzw. Gastwissenschaftlerin an verschiedenen Einrichtungen anzutreffen. So war sie unter anderem in den Jahren 2005 bis 2006 Gastdozentin bei der Russell Sage Foundation in New York City, im Herbst 2006 Gastdozentin im Department of Politics an der New York University, sowie im Frühjahr 2007 Gastwissenschaftlerin im Social Indicators Survey Center an der Columbia University School of Social Work.
Im Laufe ihrer Karriere hat Crowley bereits zahlreiche Artikel, sowie bislang (Stand: 2019) vier Bücher publiziert. Darüber hinaus tritt sie regelmäßig in US-amerikanischen Radio- und Fernsehshows in Erscheinung. Des Weiteren wurde Crowley zeitlebens mehrfach geehrt. Im Jahre 2018 erhielt sie unter anderem den Jerome Rose Excellence in Teaching Award von der Edward J. Bloustein School of Planning and Public Policy, den Warren I. Susman Award for Excellence in Teaching von der Rutgers University, sowie Leslie A. Whittington Excellence in Teaching Award vom Network of Schools of Public Policy, Affairs and Administration (NASPAA). Weitere Nominierungen und Auszeichnungen sind ihrer Vita zu entnehmen.

### Familie
Im Sommer 2003 heiratete die damals 33-Jährige den knapp 20 Jahre älteren Journalisten sowie Radio- und Fernsehmoderator Alan Colmes. Nach 14 Jahren Ehe starb Colmes am 23. Februar 2017 im Alter von 66 Jahren in seiner Heimatstadt New York City an Lymphdrüsenkrebs.
Ihre Schwester ist die politische Berichterstatterin und Lobbyistin Monica Crowley.

## Werke

### Bücher (Auswahl)
- Jocelyn Elise Crowley: The Politics of Child Support in America. Cambridge University Press, New York City, New York 2003, ISBN 0-521-53511-5.
- Jocelyn Elise Crowley: Defiant Dads: Fathers’ Rights Activists in America. Cornell University Press, Ithaca, New York 2008, ISBN 978-0-8014-4690-0.
- Jocelyn Elise Crowley: Mothers Unite! Organizing for Workplace Flexibility and the Transformation of Family Life. Cornell University Press, Ithaca, New York 2013, ISBN 978-0-8014-5175-1.
- Jocelyn Elise Crowley: Gray Divorce: What We Lose and Gain from Mid-Life Splits. University of California Press, Oakland, Kalifornien 2018, ISBN 978-0-520-29532-2.